# Condylostylus imperfectus
Condylostylus imperfectus är en tvåvingeart som beskrevs av Becker 1922. Condylostylus imperfectus ingår i släktet Condylostylus och familjen styltflugor. Inga underarter finns listade i Catalogue of Life.